# Château-Ville-Vieille
Château-Ville-Vieille är en kommun i departementet Hautes-Alpes i regionen Provence-Alpes-Côte d'Azur i sydöstra Frankrike. Kommunen ligger  i kantonen Aiguilles som ligger i arrondissementet Briançon. År 2022 hade Château-Ville-Vieille 300 invånare.

## Befolkningsutveckling
Antalet invånare i kommunen Château-Ville-Vieille
Referens:INSEE